# Tabelul rangurilor în Imperiul Rus

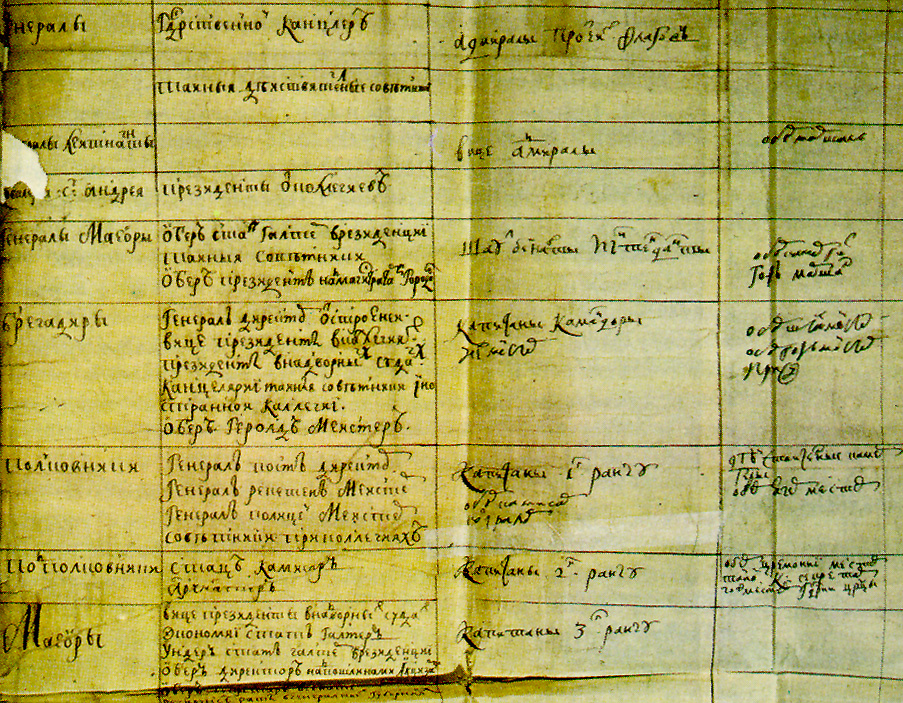
Tabelul rangurilor

Tabelul rangurilor (Табель о рангах) a fost lista oficială a pozițiilor și rangurilor din armata, guvernul și curtea Imperiului Rus. A fost introdusă de Petru cel Mare în 1722 în lupta sa cu aristocrația ereditară rusă – boierii. 
Tabelul rangurilor determina poziția unei persoane și statutul său în conformitate cu serviciul pe care îl îndeplinea împăratului (țarul) mai degrabă decât în conformitate cu originea și vechimea familiei. Acest tabel plasa fiecare rang militar, civil sau de la Curte într-unul dintre cele 14 grade. Fiecare pretendent la un anumit grad trebuia să fie calificat pentru el pentru a putea fi promovat. Pentru gradele de la 1 la 5 conta numai părerea personală a împăratului. 
Toți oamenii obișnuiți care atingeau un anumit nivel din acest tabel al rangurilor era în mod automat înnobilat. Un ofițer civil promovat la al 14-lea grad era înnobilat cu statutul de nobilitate personală, în timp ce dacă ajungea la gradul, era promovat ca nobil ereditar. Ofițerii armatei se bucurau de statutul de nobili ereditari începând cu gradul al 14-lea până în 1856. După această dată, gradul cerut pentru a ajunge la statutul de nobil ereditar a fost crescut cu 4 trepte pentru ofițerii civili și cu 6 pentru ofițerii armatei. De exemplu, tatăl lui Vladimir Ilici Lenin, Ilia Nicolaevici Ulianov, a progresat în sistemul învățământului public până la rangul de Consilier Adevărat al Statului (действительный статский советник) (1874), ceea ce i-a asigurat privilegiul nobilitar ereditar. Lenin a moștenit statutul nobiliar de la tatăl său. 
Originile Tabelului se pot găsi în gradele militare ruse, care au fost modificate în mod semnificativ în timpul lui Petru cel Mare prin adăugarea unor anumite grade și specialități. Prima variantă a Tabelului conținea definițiile și a 262 de poziții militare și civile. 
Tabelul rangurilor a fost folosit până la revoluția rusă din 1917. 
| Gradul (класс) | Ranguri civile (чины статские) | Ranguri ale Curții (чины придворные) | Modul de adresare obligatoriu                            |
| -------------- | --- | --- | -------------------------------------------------------- |
| I              | Канцлер (Cancelar) Действительный тайный советник 1-го класса (Adevărat consilier privat, clasa I) | nici unul | Ваше высокопревосходительство (Înalta Voastră Excelență) |
| II             | Действительный тайный советник (Adevărat consilier privat ) Обер-камергер (Șambelan șef) Обер-гофмаршал (Mareșal șef al intendenței) Обер-шталмейстер (Maestru șef al grajdurilor) Обер-егермейстер (Maestru șef de vânătoare) Обер-гофмейстер (Maestru șef al intendenței) Обер-шенк (Maestru șef al cramelor) Обер-церемониймейстер (Maestru șef al ceremonialului) (din 1844) | | Ваше высокопревосходительство (Înalta Voastră Excelență) |
| III            | Тайный советник (Consilier privat) | Гофмаршал (Mareșal de intendență) Шталмейстер (Maestru al grajdurilor) Егермейстер (Maestru al vânătorii) Гофмейстер (Maestru al intendenței) Обер-церемониймейстер (Maestru șef al ceremonialului) (1801-1844) Обер-форшнейдер (Intendent șef al aprovizionării) (din 1856) | Ваше превосходительство (Excelența voastră)              |
| IV             | Действительный статский советник (Consilier civil real / Consilier de stat real) | Камергер (Șambelan) (1737-1809 | Ваше превосходительство (Excelența voastră)              |
| V              | Статский советник (Consilier civil / Consilier de stat) | Церемониймейстер (Maestru de ceremonie) | Ваше высокородие (Înălțimea voastră de neam înalt)       |
| VI             | Коллежский советник (Consilier colegial) | Камер-фурьер (Furierul camerei) (până 1884) Камергер (Șambelan) (până în 1737) | Ваше высокоблагородие (Înălțimea voastră nobilă)         |
| VII            | Надворный советник (Consilier al Curții) (din 1745) | - | Ваше высокоблагородие (Înălțimea voastră nobilă)         |
| VIII           | Коллежский асессор (Asesor de colegiu) | Гоф-фурьер (Furier de intendență) | Ваше высокоблагородие (Înălțimea voastră nobilă)         |
| IX             | Титулярный советник (Consilier titular) | - | Ваше благородие (Noblețea voastră)                       |
| X              | Коллежский секретарь (Secretar de colegiu) | - | Ваше благородие (Noblețea voastră)                       |
| XI             | Корабельный секретарь (Secretar naval) | Камер-юнкер (Junker al camerei) | Ваше благородие (Noblețea voastră)                       |
| XII            | Губернский секретарь (Secretar gubernial' | - | Ваше благородие (Noblețea voastră)                       |
| XIII           | Кабинетский регистратор (Registrator al cabinetului) Провинциальный секретарь (Secretar provincial) Сенатский регистратор (Registrator al Senatului) (din 1764) Синодский регистратор (Registrator la Sfântului Sinod) (din 1764) | - | Ваше благородие (Noblețea voastră)                       |
| XIV            | Коллежский регистратор (Registrator de colegiu) | - | Ваше благородие (Noblețea voastră)                       |

Prin colegiu - коллегия  se înțelege unul dintre componentele sistemului departamental ale guvernului creat de împăratul Petru cel Mare. 
Pentru gradele militare, vezi Gradele militare ruse și Garda imperială rusă.